# Stadsgalerij Heerlen
De Stadsgalerij Heerlen was het gemeentelijk museum voor moderne en hedendaagse kunst van de stad Heerlen. Het museum werd in 1986 geopend in het stadhuis van Heerlen, maar is inmiddels sinds september 2003 gevestigd in een nieuw gebouw, het Glaspaleis, een voormalig warenhuis uit de jaren dertig van de twintigste eeuw in het centrum van de stad. Dit transparante gebouw met de naam SCHUNCK* is een van de 13 belangrijkste architectuurmonumenten in Nederland en werd als winkelpand in opdracht van Arnold Schunck ontworpen door architect Frits Peutz. Het Glaspaleis huisvest tevens de Openbare Bibliotheek, de muziekschool Heerlen, het Filmhuis De Spiegel en het architectuurcentrum Vitruvianum.
Een belangrijk ijkpunt binnen de collectie vormt de ontwikkeling van de schilderkunst, waarbij de schilders van CoBrA en de Amsterdamse Limburgers de basis van de collectie vormen. Speciale aandacht is er voor Aad de Haas en zijn werk. Om de paar jaren is er eveneens aandacht voor de wegbereiders van de moderne kunst.

## De Nieuwe Galerij

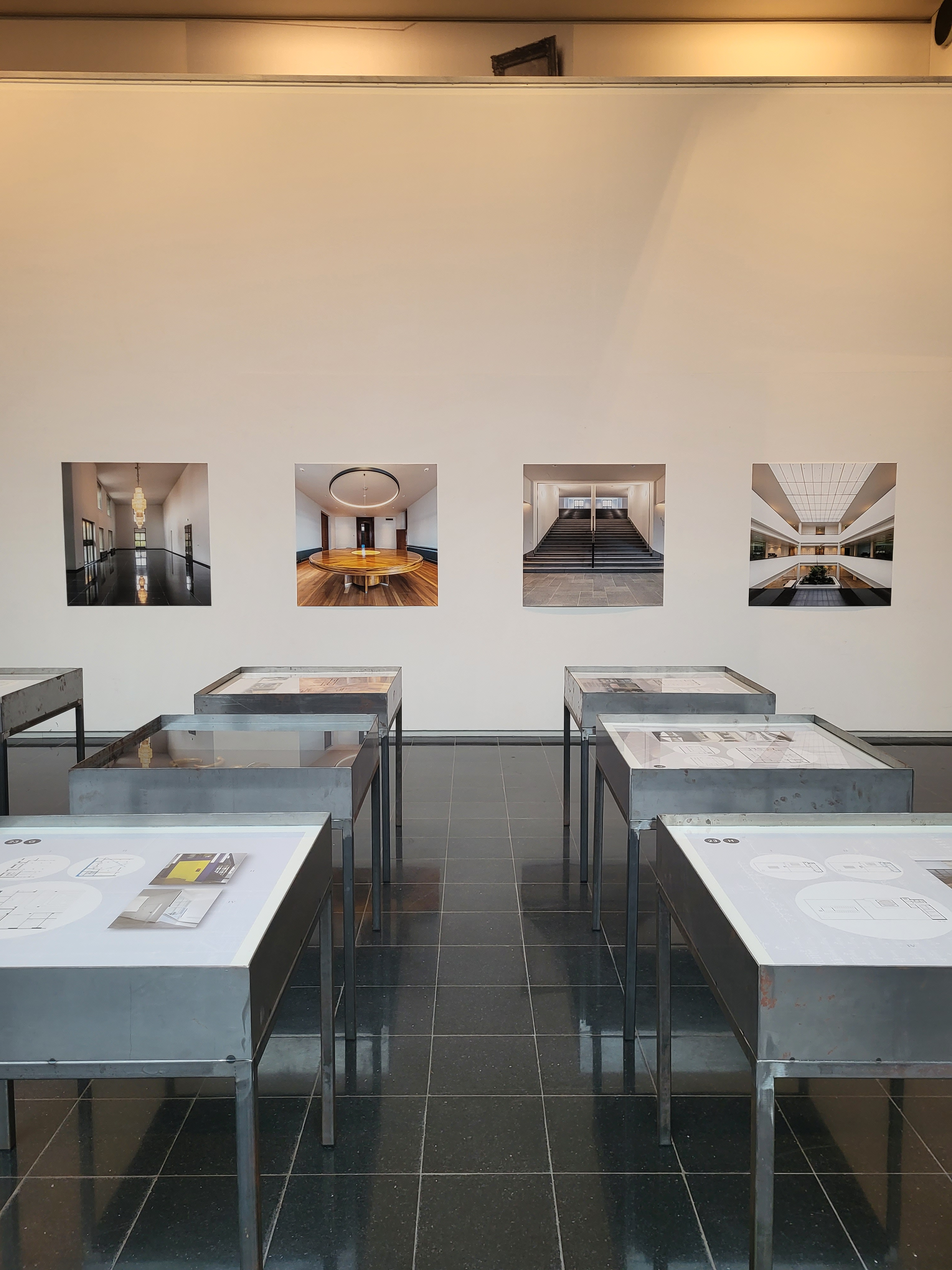
Tentoonstelling over Frits Peutz (2023)

Vanaf 2024 zal de voormalige Stadsgalerij Heerlen weer opengaan onder de naam De Nieuwe Galerij. De Nieuwe Galerij zal kunst van nieuw talent, Heerlense makers en unieke objecten tonen. In de exposities van De Nieuwe Galerij wordt de verbinding gezocht met omliggende expositieruimten, daar waar mogelijk dus in combinatie/samenhang met andere (inter)nationale exposities.